# Castelo Niddry

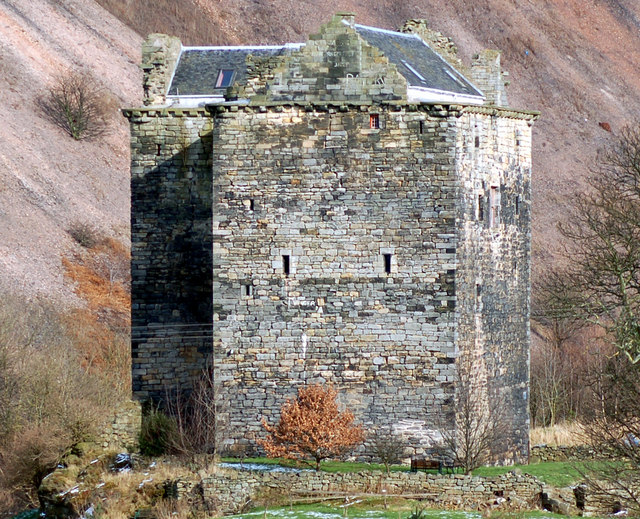
Castelo Niddry, Escócia

O Castelo Niddry (em inglês:  Niddry Castle) é um castelo localizado em Kirkliston, West Lothian, Escócia.

## História
Construído provavelmente no final do século XV ou início do século XVI por George 2º Lorde de Seton, é uma torre de grandes dimensões, tendo no século XVII sido acrescentado mais um piso, ficando com quatro no total.
Lord Seton trouxe Maria Stuart a este local em 1568, na noite em que ela escapou do Castelo de Lochleven, tendo mais tarde a estrutura passado da família Seton para a família Hope de Hopetoun.
Encontra-se classificado na categoria "A" do "listed building" desde 22 de fevereiro de 1971.